# Héder
Die von Héder waren ein Adelsgeschlecht in Ungarn im Hochmittelalter. Die beiden Hauptlinien des Geschlechts waren die Herren von Güns (von Heder) teilweise auch nur die „Güssinger“ genannt und die Héderváry. Diese beiden Linien beherrschten gegen Ende des 13. Jahrhunderts den Großteil des westungarischen Grenzraumes und Teile Slawoniens sowie der Slowakei.

## Ursprünge und Hauptlinien
Das Geschlecht derer von Heder geht auf die Brüder Wolfer (auch Wolfger oder Walferus genannt) und Heidrich (Heinrich) zurück. Über Herkunft und erste Niederlassung des Geschlechtes gibt es keine Urkunden. Nach der Chronik Gesta Hungarorum des Simon Kézai kamen die Brüder im 12. Jahrhundert nach Ungarn, um König Géza II. ihre Dienste anzubieten. Wolfer erhielt Güssing und Umgebung. Er ließ auf dem Güssinger Berg 1157 die hölzerne Burg Güssing und ein Benediktinerkloster errichten. Heidrich wurden Besitzungen um Győr zugewiesen. Heidrich wurde 1158 als „comes curiae“ bezeichnet, von 1162 bis 1164 war er ungarischer Palatin.
Wolfer wurde der Ahnherr der Herren von Güns (von Heder) und Heidrich Ahnherr des Geschlechts der Héderváry.

## Herren von Güns (von Heder)
Die Herren von Güns (von Heder) gelangten zu erheblichem Einfluss im Gebiet das grob mit den Flüssen Donau, Save und der heutigen Grenze zwischen den österreichischen Ländern Steiermark und Burgenland umrissen werden kann. In diesem Raum besaßen sie eine Vielzahl von Burgen und dementsprechend war ihre militärische Bedeutung groß.
Die Herren von Güns bekleideten hohe Ämter. Es waren Palatine und Gespane, Bane und Woiwoden unter den Familienmitgliedern. Sie verstanden es mit einer „Schaukelpolitik“, bei der sie (oft in kurzer Zeit) wechselnd den ungarischen, österreichischen und böhmischen Herrschern huldigten, ihre Macht auszubauen und gehörten zu den einflussreichsten und für den König oft gefährlichen Geschlechtern Ungarns ihrer Zeit.
Auseinandersetzungen kriegerischer (zum Beispiel Güssinger Fehde) und politischer Natur beendeten schließlich ihre Macht zu Beginn des 14. Jahrhunderts. Die Günser Herren wurden in das Innere Ungarns abgedrängt oder gingen im niederösterreichischen Adel auf.

## Héder und Héderváry
Graf Héder wurde 1146 Gespan, zwischen 1150 und 1157 war er Hofrichter Gezas II., später wurde er der Palatin von König Istvan III. In seiner Zeit als Hofrichter erbaute er wahrscheinlich Burg Héder, die im nordöstlichen Teil der heutigen Burg Güssing lag. Diese Burg blieb jahrhundertelang hindurch im Besitz der Familie von Héder. Der Burgherr wird in einem Dokument von 1395 namentlich erwähnt: „Burg des Magister Johannes, Sohn des Hederich von Hedehuara“. Die Burg wurde jedoch um 1180 von König Bela III. Wolfgers Sohn Aenz entzogen, weil sie gegen die Steiermark als strategisch wertvoll galt. Das Kloster wurde wieder aufgelöst.
Die Familie Héderváry erwarb ausgedehnte Besitzungen in den Komitaten Neutra, Komorn, Eisenburg, Somogy, Tolna, Wieselburg, Ödenburg, Raab sowie in Slawonien. Das Geschlecht der Héderváry ist in der männlichen Abstammungslinie bereits erloschen.